# Lars Wiklund
Lars Wiklund (...) è un ex biatleta svedese.

## Biografia
In Coppa del Mondo ottenne l'unico podio, nonché primo risultato di rilievo, l'11 marzo 1989 a Östersund (2°). In carriera prese parte a tre edizioni dei Mondiali (40° nell'individuale a Feistritz 1989 il miglior risultato).

## Palmarès

### Coppa del Mondo
- 1 podio (individuale[1]):
  - 1 secondo posto